# نائومی شیندو
نائومی شیندō (انگلیسی: Naomi Shindō؛ زادهٔ ۹ نوامبر ۱۹۷۲) صداپیشه اهل ژاپن است. وی از سال ۱۹۹۹ میلادی تاکنون مشغول فعالیت بوده‌است.